# 8,75 mm
L'8,75 mm è un formato cinematografico di cui abbiamo pochissime notizie. Nacque negli anni settanta nella Repubblica Popolare Cinese, dove viene ancora oggi usato.
È simile al Super 8, ma richiede proiettori specificamente progettati per questo formato. Per quanto riguarda le cineprese, pare che non ne siano mai state costruite , ciò in quanto il formato 8,75 mm fu introdotto, principalmente, allo scopo di proiettare documentari e film propagandistici.